# مايكل دونهام
مايكل دونهام (بالإنجليزية: Mikel Dunham)‏ (1948)؛ مصور، مؤرخ وروائي أمريكي.